# Супачай Джайдед
Супачай Джайдед (на тайски: ศุภชัย ใจเด็ด‎) е тайландски футболист, играещ като нападател за тайландския Бурирам Юнайтед и националния отбор на Тайланд. Участник в Купата на Азия 2019 и 2023. През 2024 бележи два гола (срещу Киргизстан при победата с 2:0). 

## Успехи
Бурирам Юнайтед
- Лига 1 на Тайланд
  -  Шампион (4): 2017, 2018, 2021/22, 2022/23
- Купа на Тайланд
  -  Носител (2): 2021/22, 2022/23
- Купа на лигата на Тайланд
  -  Носител (2): 2021/22, 2022/23
- Клубен шампионат на Меконг
  -  Шампион (1): 2016
- Шампионска купа на Тайланд
  -  Носител (1): 2019

 Тайланд до 19 г.
- Шампионат на Югоизточна Азия до 19 г.
  -  Шампион (1): 2019

 Тайланд
- Шампионат на Югоизточна Азия
  -  Шампион (1): 2020

## Лични
- Голмайстор на Тайландската Лига 1: 2022/23
- Най-ценен футболист в Тайландската Лига 1: 2022/23